# Vačková hřídel

Vačková hřídel otevírající ventily

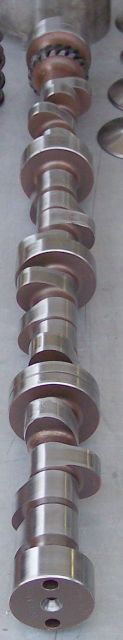
Vačková hřídel

Vačková hřídel (správně je též vačkový hřídel) je speciální hřídel, osazená vačkami.
Vačková hřídel umožňuje ovládání posunu strojních součástí v závislosti na svém natočení. Vačky mají sice obvykle jednoduchý vejčitý tvar, ale mohou být tvarované i složitěji. Hřídel s vačkami vlastně obsahuje mechanický program práce soustavy pák.

## Spalovací motory
Nejznámější využití vačkové hřídele je ovládání zdvihu ventilů čtyřdobých pístových spalovacích motorů. U těchto motorů je vačková hřídel spojena s klikovou hřídelí motoru převodem s poměrem 1:2 (vačková hřídel se otáčí poloviční rychlostí). Podle typu ventilového rozvodu může být v motoru jedna, dvě nebo více vačkových hřídelí. Počet vaček na hřídelích obvykle odpovídá počtu ventilů. Výjimkou je například desmodromický rozvod, kde je počet vaček dvojnásobný.